# Malton Castle
Malton Castle war eine Burg in Malton im englischen Verwaltungsbezirk North Yorkshire. Eine hölzerne Motte ließ William Tyson, Lord of Alnwick im 11. Jahrhundert errichten. Später wurde die Burg an Eustace de Vesci gegeben, der sie in Stein neu erbaute.
Eustace verhandelte die Herausgabe der Burg an König David I. 1135. Die Schotten statteten sie als Garnison aus, aber noch im selben Jahr wurde sie wieder von den Engländern eingenommen. König Richard I. besuchte die Burg 1189 und König Eduard II. im Jahre 1307. Im 1. Krieg der Barone wurde die Burg gegen Johann Ohneland gehalten. Nach der Schlacht bei Byland nahm Robert I. 1322 die Burg ein und zerstörte sie. Die Burg wurde nicht repariert und verfiel zu einer Ruine.